# 알베르토 타란티니
알베르토 세사르 타란티니(스페인어: Alberto César Tarantini, 1955년 12월 3일 ~ )는 은퇴한 아르헨티나 출신의 축구 선수이다. 포지션은 왼쪽 수비수이나, 왼쪽 윙으로도 뛰었다. 강인한 체력과 불같은 성미로 알려졌었다. 1978년 FIFA 월드컵 우승 멤버이다.
타란티니는 1973년 보카 주니어스에서 데뷔했다. 당시에 그는 아프리카 흑인과 같은 헤어스타일과 튀어나온 앞니 때문에 토끼(Conejo)라는 별명을 얻었다. 그는 1975년 U-23 대회에서 우승을 했고, 곧 아르헨티나 축구 국가대표팀에 뽑혔다. 당시 그는 22세여서 국가대표팀에서 가장 어린 선수였다.
1978년 월드컵 전에, 그는 보카 주니어스와 계약 때문에 논쟁이 벌어졌고, 팀에서 방출되었다. 보카 주니어스는 다른 아르헨티나 팀들에게 새 계약을 맺지 못하게 하도록 압력을 넣었다. 그는 월드컵에서 골을 넣는등 좋은 활약을 보여주었고, 버밍엄 시티 FC와 계약했다. 그는 1시즌만에 다시 아르헨티나로 돌아왔고, 타예레스를 거쳐 리버 플레이트에 입단했다. 그는 1982년 FIFA 월드컵에도 출전했다. 그 후 프랑스로 건너가 SC 바스티아와 툴루즈 FC에서 뛰었고, 스위스의 FC 장크트갈렌에서 은퇴했다.